# 1515 год
1515 (ты́сяча пятьсо́т пятна́дцатый) год  по юлианскому календарю — невисокосный год, начинающийся в понедельник. Это 1515 год нашей эры, 5‑й год 2‑го десятилетия XVI века 2‑го тысячелетия, 6‑й год 1510‑х годов. Он закончился 510 лет назад.
| Пн | Вт | Ср | Чт | Пт | Сб | Вс |
| 1  | 2  | 3  | 4  | 5  | 6  | 7  |
| 8  | 9  | 10 | 11 | 12 | 13 | 14 |
| 15 | 16 | 17 | 18 | 19 | 20 | 21 |
| 22 | 23 | 24 | 25 | 26 | 27 | 28 |
| 29 | 30 | 31 |    |    |    |    |

| Пн | Вт | Ср | Чт | Пт | Сб | Вс |
|    |    |    | 1  | 2  | 3  | 4  |
| 5  | 6  | 7  | 8  | 9  | 10 | 11 |
| 12 | 13 | 14 | 15 | 16 | 17 | 18 |
| 19 | 20 | 21 | 22 | 23 | 24 | 25 |
| 26 | 27 | 28 |    |    |    |    |

| Пн | Вт | Ср | Чт | Пт | Сб | Вс |
|    |    |    | 1  | 2  | 3  | 4  |
| 5  | 6  | 7  | 8  | 9  | 10 | 11 |
| 12 | 13 | 14 | 15 | 16 | 17 | 18 |
| 19 | 20 | 21 | 22 | 23 | 24 | 25 |
| 26 | 27 | 28 | 29 | 30 | 31 |    |

| Пн | Вт | Ср | Чт | Пт | Сб | Вс |
|    |    |    |    |    |    | 1  |
| 2  | 3  | 4  | 5  | 6  | 7  | 8  |
| 9  | 10 | 11 | 12 | 13 | 14 | 15 |
| 16 | 17 | 18 | 19 | 20 | 21 | 22 |
| 23 | 24 | 25 | 26 | 27 | 28 | 29 |
| 30 |    |    |    |    |    |    |

| Пн | Вт | Ср | Чт | Пт | Сб | Вс |
|    | 1  | 2  | 3  | 4  | 5  | 6  |
| 7  | 8  | 9  | 10 | 11 | 12 | 13 |
| 14 | 15 | 16 | 17 | 18 | 19 | 20 |
| 21 | 22 | 23 | 24 | 25 | 26 | 27 |
| 28 | 29 | 30 | 31 |    |    |    |

| Пн | Вт | Ср | Чт | Пт | Сб | Вс |
|    |    |    |    | 1  | 2  | 3  |
| 4  | 5  | 6  | 7  | 8  | 9  | 10 |
| 11 | 12 | 13 | 14 | 15 | 16 | 17 |
| 18 | 19 | 20 | 21 | 22 | 23 | 24 |
| 25 | 26 | 27 | 28 | 29 | 30 |    |

| Пн | Вт | Ср | Чт | Пт | Сб | Вс |
|    |    |    |    |    |    | 1  |
| 2  | 3  | 4  | 5  | 6  | 7  | 8  |
| 9  | 10 | 11 | 12 | 13 | 14 | 15 |
| 16 | 17 | 18 | 19 | 20 | 21 | 22 |
| 23 | 24 | 25 | 26 | 27 | 28 | 29 |
| 30 | 31 |    |    |    |    |    |

| Пн | Вт | Ср | Чт | Пт | Сб | Вс |
|    |    | 1  | 2  | 3  | 4  | 5  |
| 6  | 7  | 8  | 9  | 10 | 11 | 12 |
| 13 | 14 | 15 | 16 | 17 | 18 | 19 |
| 20 | 21 | 22 | 23 | 24 | 25 | 26 |
| 27 | 28 | 29 | 30 | 31 |    |    |

| Пн | Вт | Ср | Чт | Пт | Сб | Вс |
|    |    |    |    |    | 1  | 2  |
| 3  | 4  | 5  | 6  | 7  | 8  | 9  |
| 10 | 11 | 12 | 13 | 14 | 15 | 16 |
| 17 | 18 | 19 | 20 | 21 | 22 | 23 |
| 24 | 25 | 26 | 27 | 28 | 29 | 30 |

| Пн | Вт | Ср | Чт | Пт | Сб | Вс |
| 1  | 2  | 3  | 4  | 5  | 6  | 7  |
| 8  | 9  | 10 | 11 | 12 | 13 | 14 |
| 15 | 16 | 17 | 18 | 19 | 20 | 21 |
| 22 | 23 | 24 | 25 | 26 | 27 | 28 |
| 29 | 30 | 31 |    |    |    |    |

| Пн | Вт | Ср | Чт | Пт | Сб | Вс |
|    |    |    | 1  | 2  | 3  | 4  |
| 5  | 6  | 7  | 8  | 9  | 10 | 11 |
| 12 | 13 | 14 | 15 | 16 | 17 | 18 |
| 19 | 20 | 21 | 22 | 23 | 24 | 25 |
| 26 | 27 | 28 | 29 | 30 |    |    |

| Пн | Вт | Ср | Чт | Пт | Сб | Вс |
|    |    |    |    |    | 1  | 2  |
| 3  | 4  | 5  | 6  | 7  | 8  | 9  |
| 10 | 11 | 12 | 13 | 14 | 15 | 16 |
| 17 | 18 | 19 | 20 | 21 | 22 | 23 |
| 24 | 25 | 26 | 27 | 28 | 29 | 30 |
| 31 |    |    |    |    |    |    |

## События
- 1493—1593 — Столетняя хорватско-османская война. Серия вооружённых конфликтов между Королевством Хорватия и Османской империей[1].
- 1505—1517 — Португало-египетская война. Военный конфликт между Мамлюкским Египтом и колониалистской Португалией за господство в Индийском океане[2].
- 1507—1622 — Португало-персидская война. Ряд вооружённых конфликтов между колониалистской Португалией и вассальным Ормузом, с одной стороны, и Сефевидской империей, поддерживаемой англичанами, с другой[3].
- 1508—1516 — Война Камбрейской лиги[4].
  - 13—14 сентября — решающая битва при Мариньяно[5].
- 1511—1641 — Малайско-португальская война. Вооружённый конфликт XVI-XVII веков, в котором Малаккский султанат при поддержке империи Мин, Голландской Ост-Индской компании (с 1607) и Джохора безуспешно сопротивлялся Португальской империи, стремившейся захватить Малакку и установить контроль над торговлей между Индией и Китаем[6].
- 1512—1517 — V Латеранский собор. Церковная реформа[7].
- 1514—1516 — Ногайско-астраханский конфликт между Астраханским ханством и улусом Шейх-Мухаммеда[8].
- 1514—1555 — Турецко-персидская война[9].
  - Османский султан Селим I захватил Персию, но не смог её подчинить.
- 1514—1517 — война Саксонская вражда[10].
- 1515—1516 — испанский моряк Хуан Диас де Солис, двигаясь вдоль бразильского берега, дошёл до реки Ла-Платы.
- 1515—1523 — Восстание фрисландских крестьян против властей Голландии[11].
- 25 января — на французский престол взошёл Франциск I из династии Валуа-Ангулемов.
- 14 марта — Германн V фон Вид становится кёльнским архиепископом.
- 22 июля — в Вене заключён договор между императором Максимилианом I Австрийским и королём Чехии и Венгрии Владиславом II, предусматривавший переход Чехии и Венгрии к Габсбургам[12].
- 14 сентября — победа войск Франциска I над швейцарцами в двухдневной битве при Мариньяно[13]. Переход Милана под контроль Франции.
- Южная Наварра присоединена к Испании.
- Марокканские войска достигли нагорья Аир и захватили Агадес.
- Захват португальцами Ормуза.
- Сигизмунд I Старый заключил соглашение с Габсбургами, отказался от претензий на венгерский и чешские короны[14].

## Русское государство
Правление: 1505—1533 — Василий III Иванович
- Русско-литовская война (1512—1522)[15].
  - Весна — Василий III ведёт регулярные дипломатические сношения со своими союзниками, Священной Римской Империей и Данией[16].
  - Лето — Великие Луки, где воеводой был Ростовский Александр Владимирович, сожжён литовским воеводою Яном Свирщевским[17].
  - Рославль занят русскими войсками и по условиям перемирия 1522 года остался в Русском государстве[18].
- Лето — Ростовский Александр Владимирович назначен наместником в Великий Новгород[17].
- Василий III в Москве принимает и отпускает императорского посла Иакова и посылает с ним своего посла: Алексея Григорьевича Заболоцкого к императору Максимилиану I и Ивана Микулича Ярого Молодого к датскому королю Кристиану II[16].
- 29 мая — Василий III получает известие о смерти крымского хана Менгли-Гирея и о воцарении его сына Мухаммеда-Гирея[16].
  - Василий III посылает гонца в Крымское ханство с поздравлением новому хану[16].
  - Осень— зима — Василий III ведёт длительные и трудные переговоры с новым крымским ханом о заключении нового мирного договора[16].
- Рыльск выдержал нападение крымских татар[19].
- Сентябрь — октябрь — Василий III Иванович совместно с супругой С.Ю. Сабуровой и великокняжеским двором вновь совершил поездку по различным монастырям и городам[20].
- Пожалованы боярством: Курбский Семён Фёдорович (ум. 1527) и Ромодановский Иван Васильевич Теляш (ум. 1520)[21].
- На службу великому князю выехал родоначальник дворянского рода: Скобельцыны[22].

## Начало правления
См.также: Список глав государств в 1515 году
- 1515—1523 — крымский хан Мухаммед I Гирей[23].
- 1515—1547 — король Франции Франциск I.

## Родились

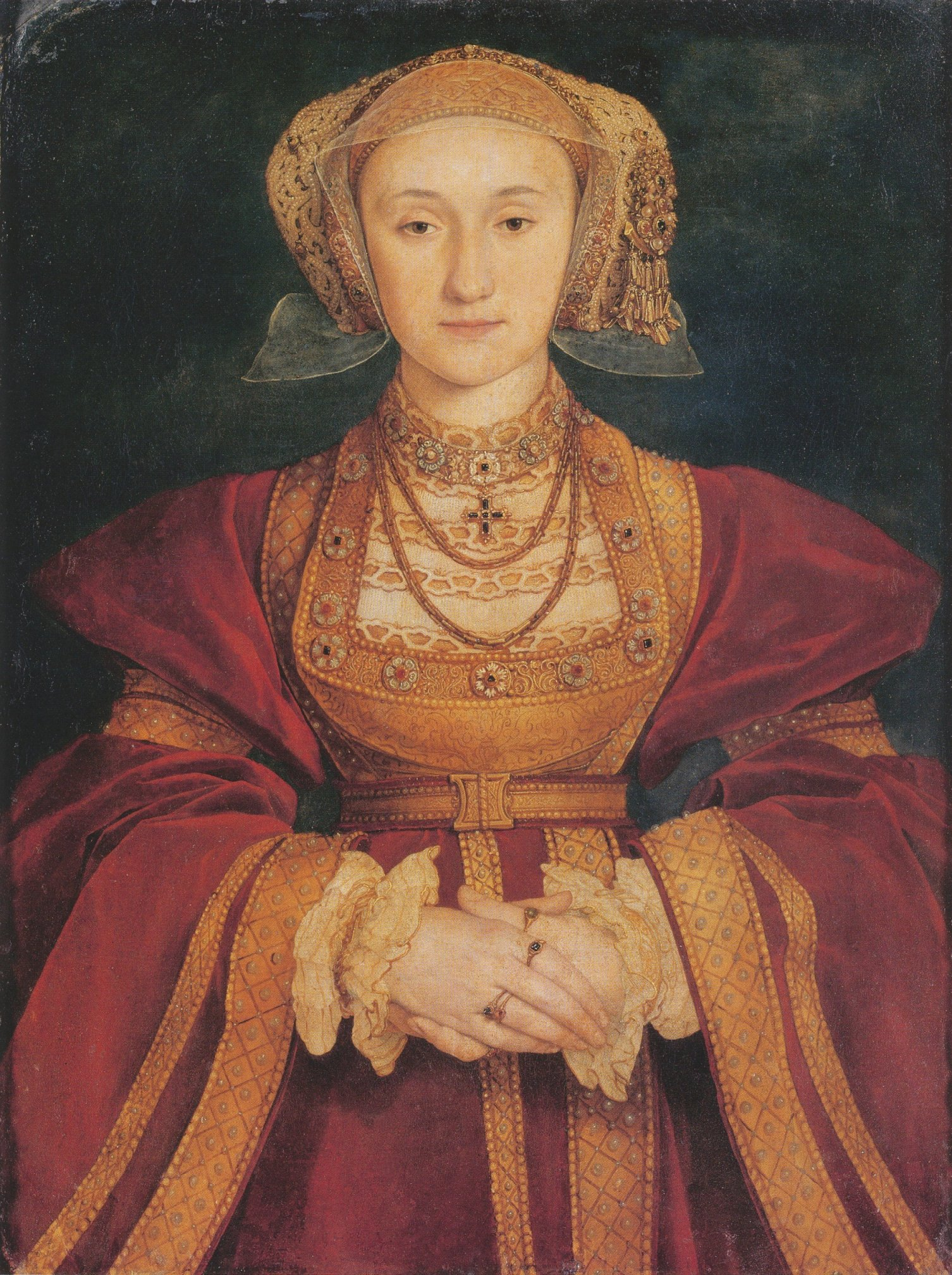
Портрет Анны Клевской

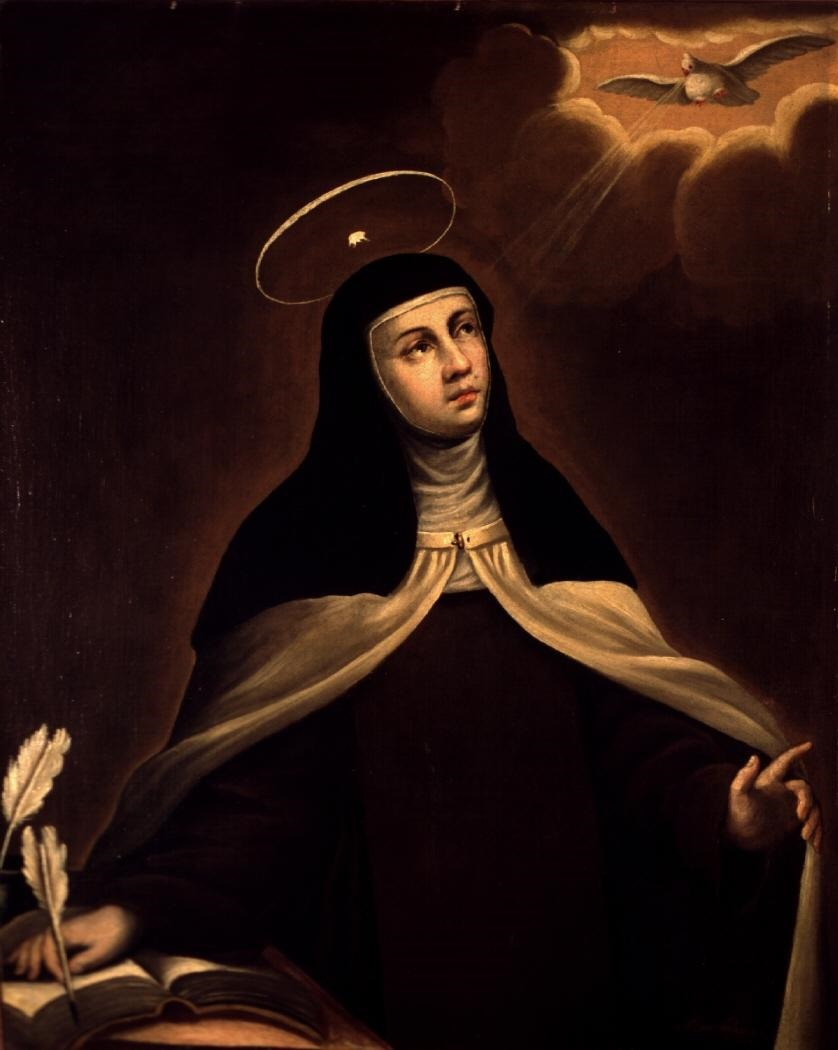
Тереза Авильская на картине Алонсо дель Арко (XVII век)

См. также: Категория:Родившиеся в 1515 году
- 4 февраля — Николай Чёрный Радзивилл, государственный деятель Великого княжества Литовского.
- 24 февраля — Иоганн Вейер, голландский врач и оккультист.
- Анна Клевская — четвёртая супруга английского короля Генриха VIII. После аннулирования брака Анна осталась в Англии, ей было пожаловано щедрое содержание и неофициальное звание «любимой сестры короля» (англ. the King's Beloved Sister).
- Кранах, Лукас Младший — немецкий живописец, сын Лукаса Кранаха Старшего.
- Мария де Гиз — королева Шотландии, жена короля Якова V и регент Шотландии в 1554—1560 гг. Период её регентства стал критическим для выбора направления дальнейшего политического и религиозного развития страны.
- Нери, Филипп — католический святой, основатель конгрегации ораторианцев.
- Тереза Авильская — испанская монахиня-кармелитка, католическая святая, автор мистических сочинений, реформатор кармелитского ордена, создатель орденской ветви «босоногих кармелиток». Католическая церковь причисляет её к Учителям Церкви.
- Мустафа Шехзаде — сын Сулеймана Великолепного от его наложницы Махидевран-султан и один из его наследников, губернатор Манисы (1533—1541) и Амасьи (1541—1553).

## Скончались

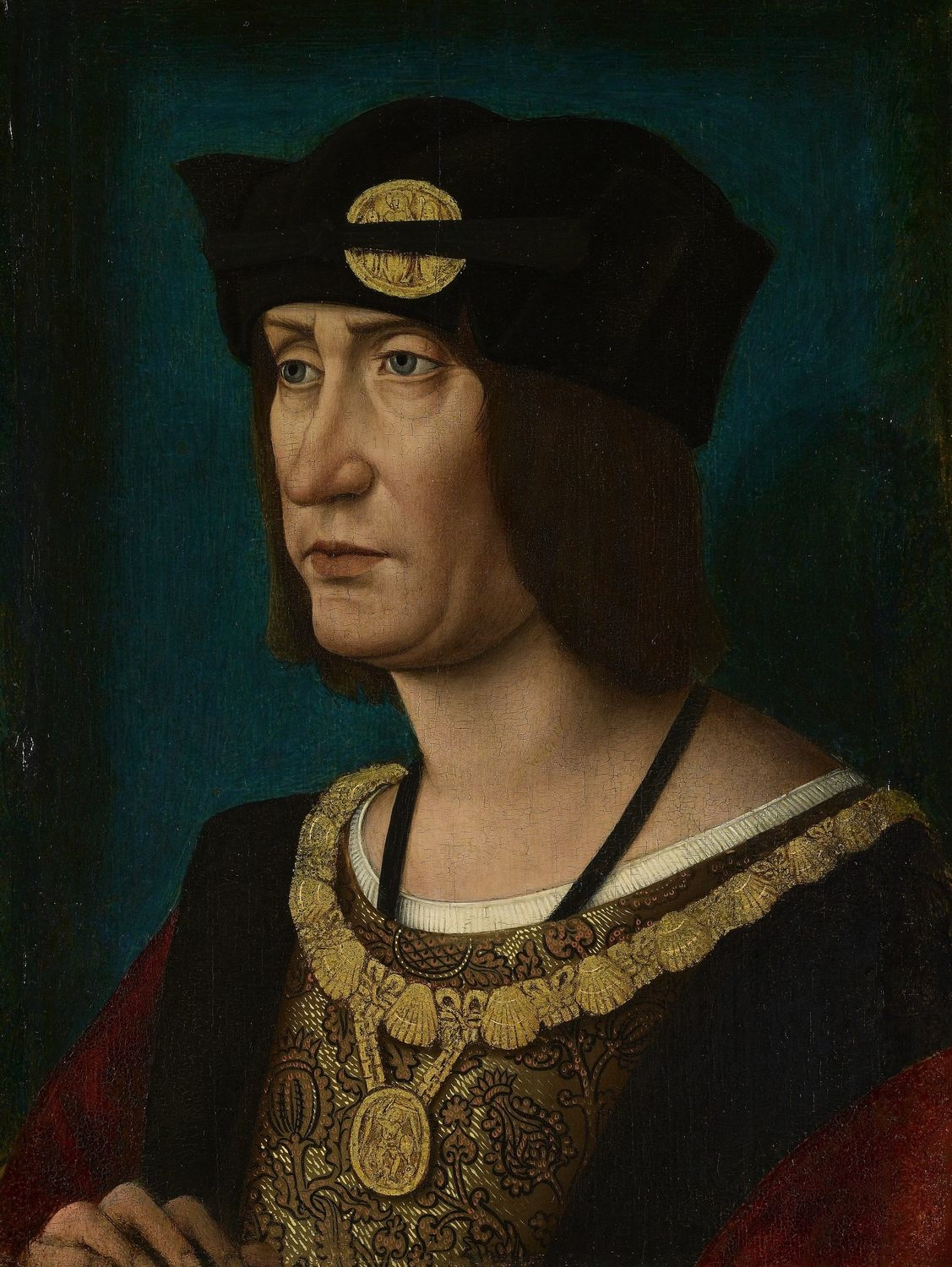
Портрет Людовика XII

См. также: Категория:Умершие в 1515 году
- 1 января — Людовик XII, король Франции
- 6 февраля — Альд Мануций, венецианский гуманист и издатель.
- 9 сентября — Иосиф Волоцкий, церковный деятель, духовный писатель, святой РПЦ[24].
- 16 декабря — Афонсу ди Албукерки, герцог, португальский мореплаватель, вице-король Португальской Индии (род. 1453)
- Мариотто Альбертинелли — флорентийский художник.
- Гонсало Фернандес де Кордова — князь Ольбии и Сант-Анджелло — испанский генерал и военный реформатор, во многом благодаря его выдающимся победам Испания в XVI в. стала одной из самых мощных военных держав в Европе. Получил прозвище Великий Капитан (исп. El Gran Capitán), был, возможно, одним из основоположников тактики ведения позиционной войны. Многими историками считается одним из лучших военных деятелей своего времени.
- Менгли I Герай — крымский хан.
- Охеда, Алонсо де — один из спутников Колумба, который в мае 1499 года возглавил экспедицию, открывшую остров Кюрасао, озеро Маракайбо, берег Гвианы, устье реки Ориноко и бухту, названную за сходство с Венецианской лагуной «малой Венецией».
- Барбара Запольяи — королева Польши, первая супруга Сигизмунда I Старого (с 1512)[14].